# (6340) Kathmandu
(6340) Kathmandu es un asteroide perteneciente al cinturón de asteroides, región del sistema solar que se encuentra entre las órbitas de Marte y Júpiter.
Fue descubierto el 15 de octubre de 1993 por Kin Endate y Kazuro Watanabe desde el observatorio de Kitami.

## Designación y nombre
Designado provisionalmente como 1993 TF2 fue nombrado así por Katmandú, la ciudad capital de Nepal, un destino favorito para los excursionistas y escaladores en el Himalaya.

## Características orbitales
(6340) Kathmandu está situado a una distancia media del Sol de 3,221 ua, pudiendo alejarse hasta 3,697 ua y acercarse hasta 2,746 ua. Su excentricidad es 0,148 y la inclinación orbital 2,279 grados. Emplea 2111,62 días en completar una órbita alrededor del Sol.
Los próximos acercamientos a la órbita de Júpiter tendrán lugar el 14 de mayo de 2032, el 22 de agosto de 2142 y el 3 de septiembre de 2153. 
Pertenece a la familia de asteroides de (3460) Ashkova.

## Características físicas
La magnitud absoluta de (6340) Kathmandu es 12,55. Tiene 19,078 km de diámetro y su albedo se estima en 0,064.